# Filialkirche Baden-St. Helena

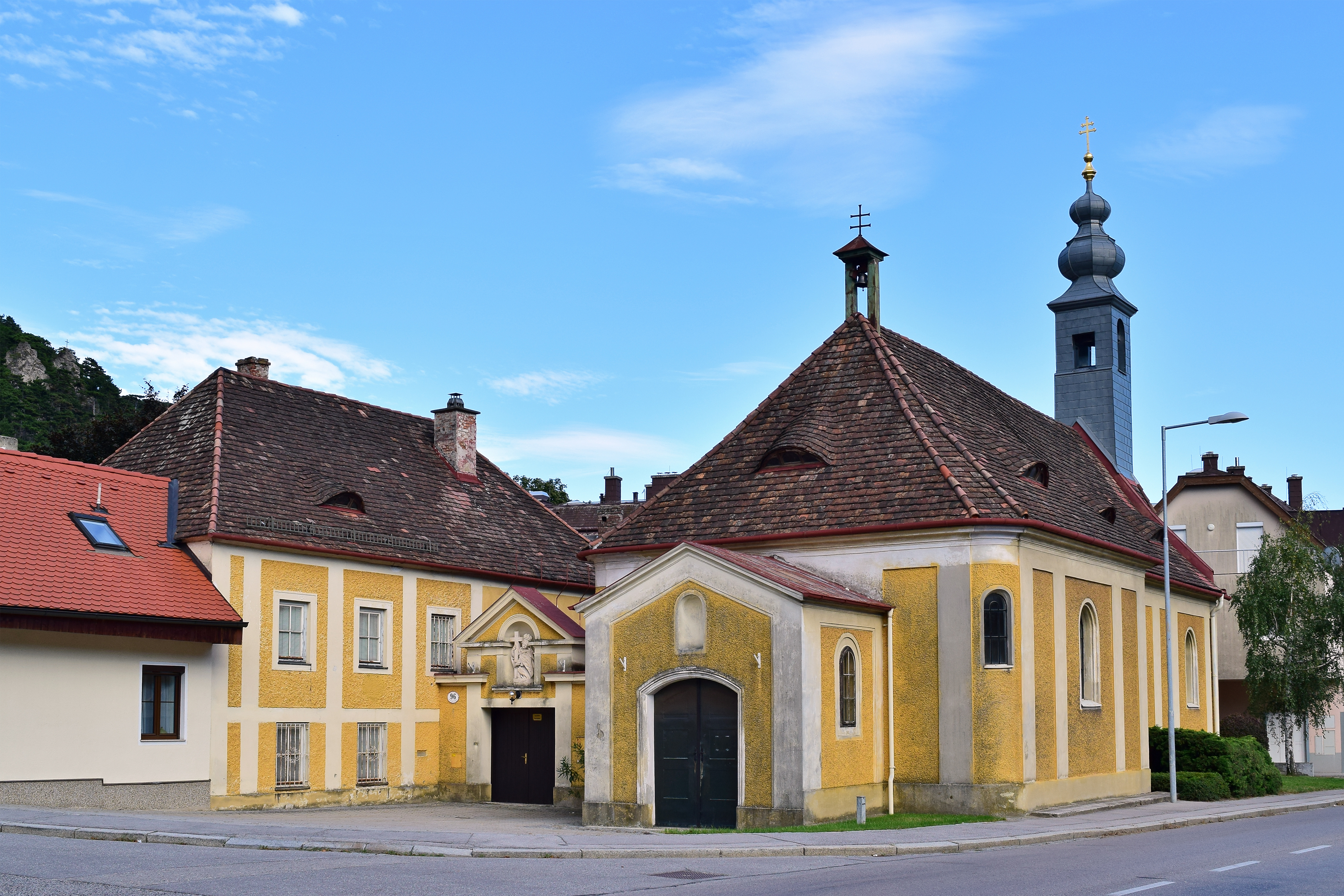
Kath. Filialkirche hl. Helena in Weikersdorf

Die römisch-katholische Filialkirche Baden-St. Helena steht in der Ortschaft Weikersdorf der Gemeinde Baden bei Wien im Bezirk Baden in Niederösterreich. Sie ist dem Fest Erscheinung des Herrn geweiht und gehört als Filialkirche der Pfarre Baden-St. Christoph zum Dekanat Baden im Vikariat Unter dem Wienerwald der Erzdiözese Wien. Das Bauwerk steht unter Denkmalschutz.

## Geschichte
St. Helena geht auf eine Kapelle des frühen 13. Jahrhunderts zurück und ist wahrscheinlich von Hella (kurz für Helena) von Steyr/Steinach gegründet worden, der Frau des Hugo von Aigen-Weyersburg, die sie ihrer Namenspatronin Helena weihte. Erstmals wird in einer Melker Urkunde des Jahres 1518 der Benefiziat Herr Peter zu sand Helen unter dem Rauhenstein genannt. 1566 scheint im Urbar Rauhenstein die Capelle St. Hellena im Schloß Rauhenstein auf. 1584 erhielt Georg Saurer von Sauerburg von Kaiser Rudolf II. den Auftrag, die durch die Reformation völlig heruntergekommene Kapelle für den katholischen Gottesdienst wiederherzustellen. Der Bau wurde noch im selben Jahr begonnen und als Erdbegräbnis der Familie bestimmt. 1595 kam es zur Zusammenziehung des Stiftungsvermögens der Kapellen von Rauheneck und Rauhenstein zur Kapelle unter dem Rauhenstein mit einem eigenen Benefiziaten.
1646 machte der Augustinerkonvent zu Baden beim Kaiser Ferdinand III. die Anzeige, dass das Benefizium zu St. Helena ganz in Verfall geraten, die Kapelle ohne Dach, Fenster und Altar sei, da der dortige Besitzer Hans Paul von Rauhenstein dem Luthertum anhinge.
1737 wurde durch Salomon von Piazzoni ein Erweiterungsbau aufgeführt. 1754 stiftete Piazzonis Witwe, Anna Magdalena von Doblhoff, ein Benefizium. 1761 wurde ein Priesterhaus mit Garten erbaut, daneben ein Haus für einen Eremiten oder Waldbruder. Die Eremiten von St. Helena versahen von 1757 bis zu ihrer Aufhebung durch Josef II., 1783, den Kirchendienst. 1783 wurde St. Helena zu einer eigenen Lokalie erhoben, zwischen 1804 und 1807 aber vorübergehend von der Pfarre St. Stephan in Baden verwaltet.
1864 erhielt das Kirchlein statt eines bisherigen hölzernen Vorbaues einen gemauerten. 1865 errichtete man eine neue Sakristei und versetzte die Kanzel näher zum Volk. 1892 erfolgte eine Kirchenrenovierung, bei der die seitlichen Glasfenster hergestellt wurden. 1914 kam es mit der Einleitung des elektrischen Lichts zu einer neuerlichen Renovierung. 1917, und dann wieder 1942, mussten die Glocken abgeliefert werden. Im Herbst 1947 kamen die beiden Glocken von der devastierten und schließlich abgetragenen Weilburgkapelle auf den Turm von St. Helena, während die bisherige kleine Glocke vom Turm auf den Helenenfriedhof gelangte. 1950 erfolgte eine Reparatur des Kirchendachstuhles, 1951 eine Außenrenovierung und 1952 eine Innenrenovierung des Gotteshauses. 1957 verkaufte man das Mesner- und Organistenhaus. Mit 1. September 1957 erfolgte schließlich die Verlegung der Pfarre von St. Helena nach St. Christoph. Die Helenenkirche wurde damit Filialkirche mit einem eigenen Rektor. 1971 kam es zur Errichtung des Volksaltars, wobei die Mensa des Töpferaltars Verwendung fand. 1974 schuf man einen gedeckten Durchgang zum Rektoratsgebäude. 1976 wurde der Innenraum renoviert, wobei sich herausstellte, dass die frühere gotische Kapelle größer war, als man bisher annahm. Eine Außenrenovierung von Kirche und Rektoratshaus erfolgte 1979.

## Architektur

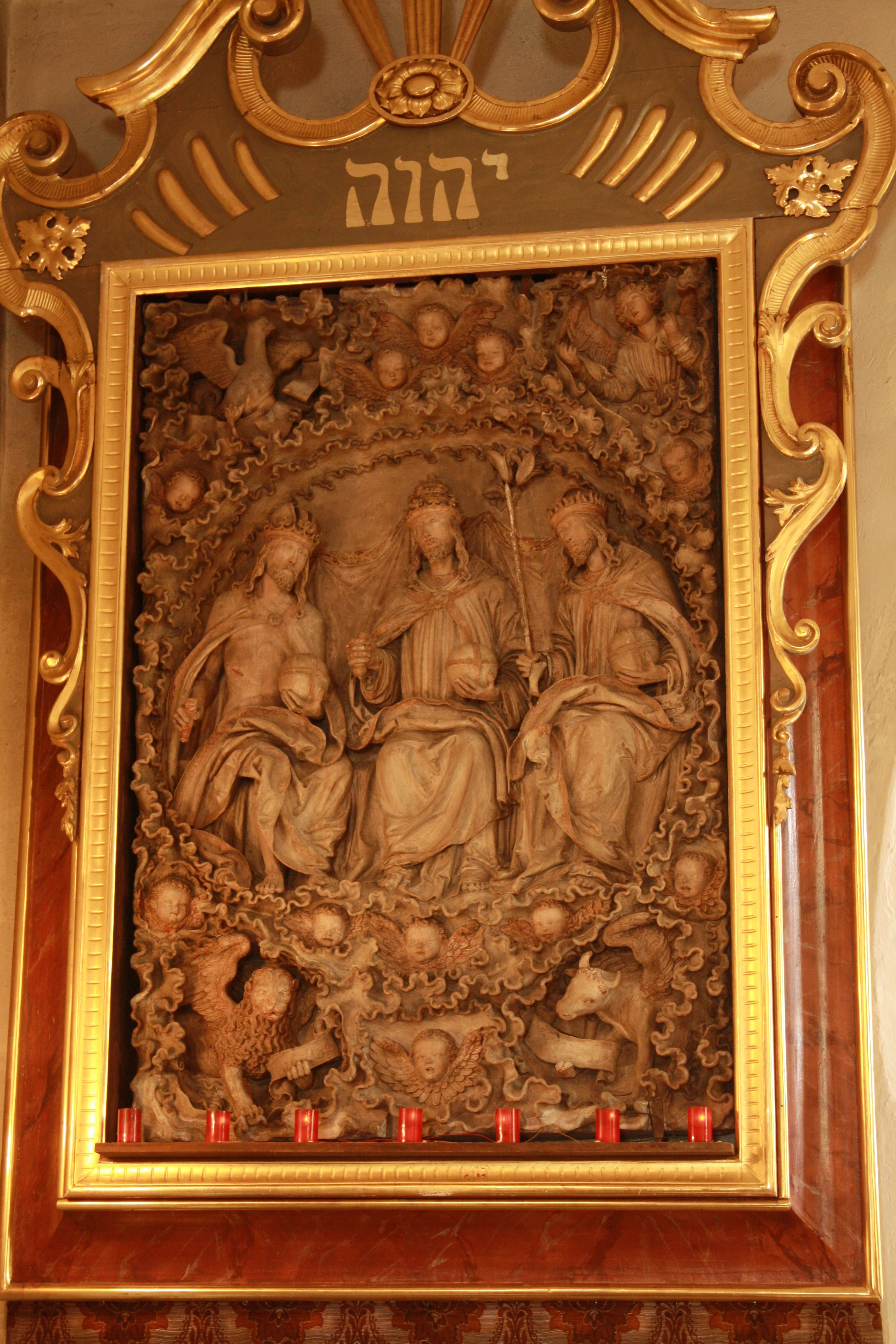
Töpferaltar

Die Helenenkirche ist eine einschiffige Saalkirche mit einem Chorabschluss aus dem Achteck. An ihr sind drei Bauperioden erkennbar:
- eine gotische Kapelle, wovon der Chor mit gratigen Gewölben und spitzbogigen Fenstern erhalten geblieben ist;
- der östliche Teil des Schiffes, flachgedeckt, mit Rundbogenfenstern;
- die westliche Erweiterung des Schiffes, breiter als dessen östlicher Teil und von diesem durch einen Unterzug getrennt; die Ecken des Erweiterungsbaues sind konvex eingebogen; auch hier finden sich Rundbogenfenster; vermutlich handelt es sich bei diesem dritten Teil um den Erweiterungsbau des Jahres 1737.

Das an der linken Stirnseite des Schiffes befindliche Relief stellt das wertvollste Stück der Kirche dar und trägt den Namen Töpferaltar. Dieses große Sandsteinrelief stammt aus der Zeit um 1500 und bekam später eine barocke Umrahmung von Cherubsköpfen und Putten. Das Relief stellt die heiligste Dreifaltigkeit dar, umgeben von kleinen gekräuselten Wolkenkämmen. Der heute in der Helenenkirche befindliche Dreifaltigkeitsaltar war ursprünglich eine Stiftung der Wiener Töpferzeche an die Domkirche von St. Stephan. Nach der Untersagung der Darstellung des Heiligen Geistes in menschlicher Gestalt unter Papst Benedikt XIV. im Jahre 1745 sowie der privaten Stiftung einer neuen Dreifaltigkeitsmensa für St. Stephan wurde der Altar 1751 um 50 Gulden an den Besitzer der Herrschaft Rauhenstein, Franz Anton von Quarient, verkauft und von diesem an seinem heutigen Platz aufgestellt.

## Pfarrhof

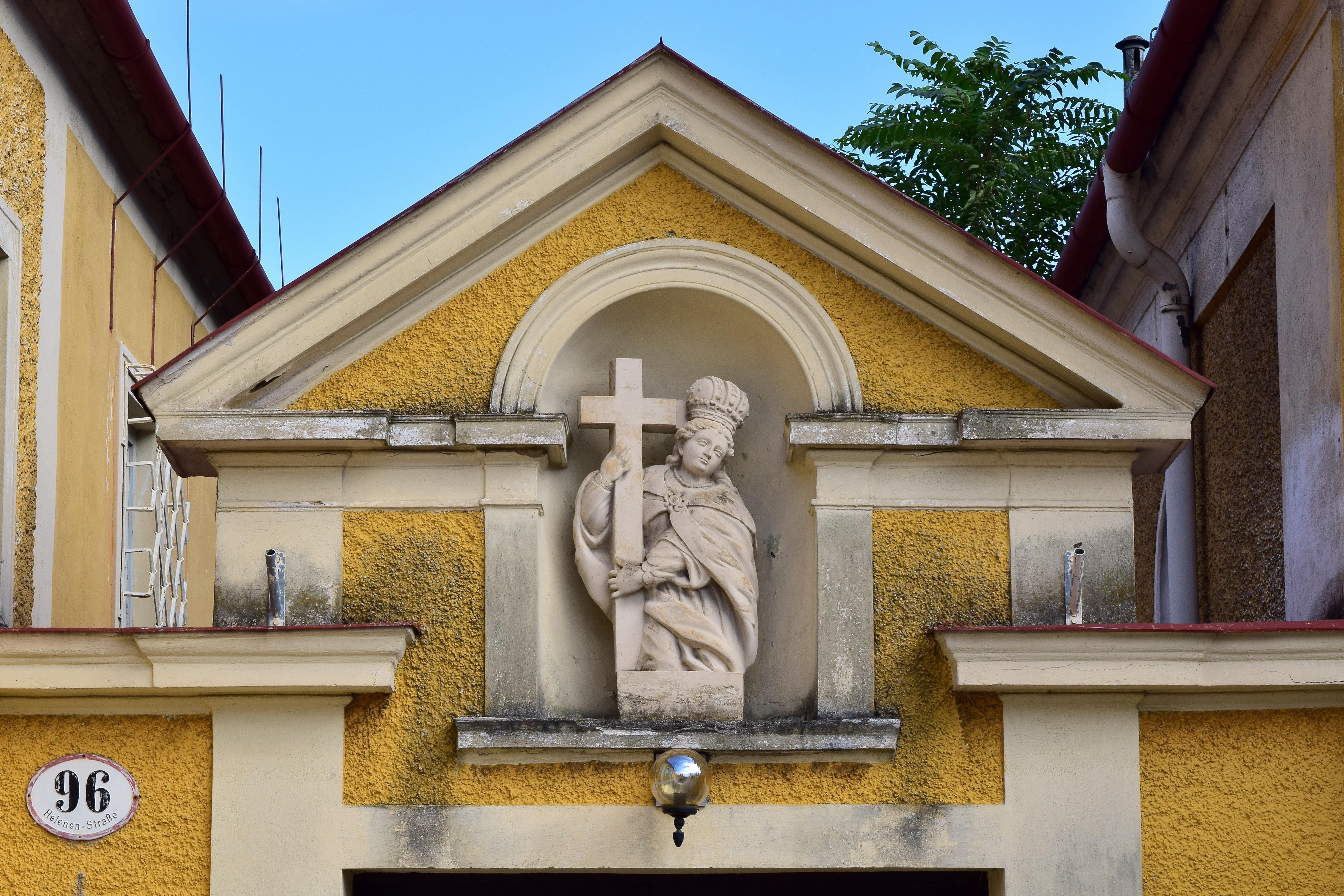
Toraufsatz des Pfarrhofs

Der Pfarrhof (Lage) wurde 1761 parallel zur Kirche errichtet. 1957 wurde er zum Rektoratshaus.
Der zweigeschoßige Bau ist bekrönt mit einem von Schleppgaupen durchsetzten Walmdach. Die putzrahmengegliederte Fassade ist mit Rieselputz vergütet. Die Kirche und Pfarrhof verbindende Tormauer ist aufgehend übergiebelt, in der darin eingelassenen Konche befindet sich eine dem 20. Jahrhundert zuzurechnende Dreiviertelstatue der hl. Helena. Im Innenraum werden verwahrt: je ein Leinwandbild der hll. Helena, Leopold sowie Petrus, für 1867 jeweils bezeichnet mit Franz Lair (1812–1875).
Der Pfarrhof steht so wie die Kirche unter Denkmalschutz.